# Веселовское (Новосибирская область)
Веселовское — село в Краснозёрском районе Новосибирской области. Административный центр Веселовского сельсовета.

## География
Площадь села — 537 гектаров.

## Население
| 1959 | 2002  | 2007  | 2010  |
| ---- | ----- | ----- | ----- |
| 3663 | ↘1995 | ↗2071 | ↘1650 |

## История
Основано в 1830 году. В 1928 г. село Веселовка состояло из 443 хозяйств, основное население — украинцы. Центр Веселовского сельсовета Черно-Курьинскогоского района Славгородского округа Сибирского края. С 1944 по 1963 годы административный центр Веселовского района.

## Инфраструктура
В селе по данным на 2007 год функционируют 1 учреждение здравоохранения и 2 учреждения образования.